# Sulfate de cérium(IV)
Le sulfate de cérium(IV) ou disulfate de cérium est un composé chimique. de formule Ce(SO4)2, existant sous forme de sel anhydre ou d'hydrates de forme Ce(SO4)2·x H2O avec x égal à 4, 8 ou 12. Ces sels sont des solides jaunes à jaune orangé modérément solubles dans l'eau et les acides dilués. En solutions neutres, il se décompose lentement, en CeO2 précipitant. Les solutions de sulfate de cérium(IV) ont une forte couleur jaune. Le tétrahydrate perd son eau entre 180 et 200 °C.
Le Sulfate de cérium(IV) est insoluble dans l'acide acétique glacial et l'éthanol à 96%.

## Préparation
Le sulfate de cérium(IV) était historiquement produit à partir d'oxyde de cérium calciné et d'acide sulfurique concentré.

## Utilisations
L'ion Ce4+ est un fort oxydant, en particulier en solution acide. Le sulfate de cérium réagit avec l'acide chlorhydrique pour former du dichlore néanmoins, cette réaction est lente. Sa réaction avec des réducteurs plus forts est plus rapide. Par exemple, avec des sulfites en milieu acide sa réaction est rapide et totale.
Lorsqu'ils sont réduits, les composés du cérium(IV) forment de des composés dits céreux par cette réaction : 
Ce4+ + e−  →   Ce3+
L'ion céreux est incolore.
Le sulfate de cérium est utilisé en chimie analytique pour faire des titrage par oxydoréduction, souvent avec un indicateur rédox.
La solubilité du Ce(IV) dans l'acide méthylsulfonique est approximativement 10 fois plus grande que dans les solutions de sulfate acides.